# Pseudalsophis elegans
Pseudalsophis elegans är en ormart som beskrevs av Tschudi 1845. Pseudalsophis elegans ingår i släktet Pseudalsophis och familjen snokar. Inga underarter finns listade i Catalogue of Life.
Arten förekommer i Ecuador, Peru och norra Chile. Honor lägger ägg.